# Villa Strand

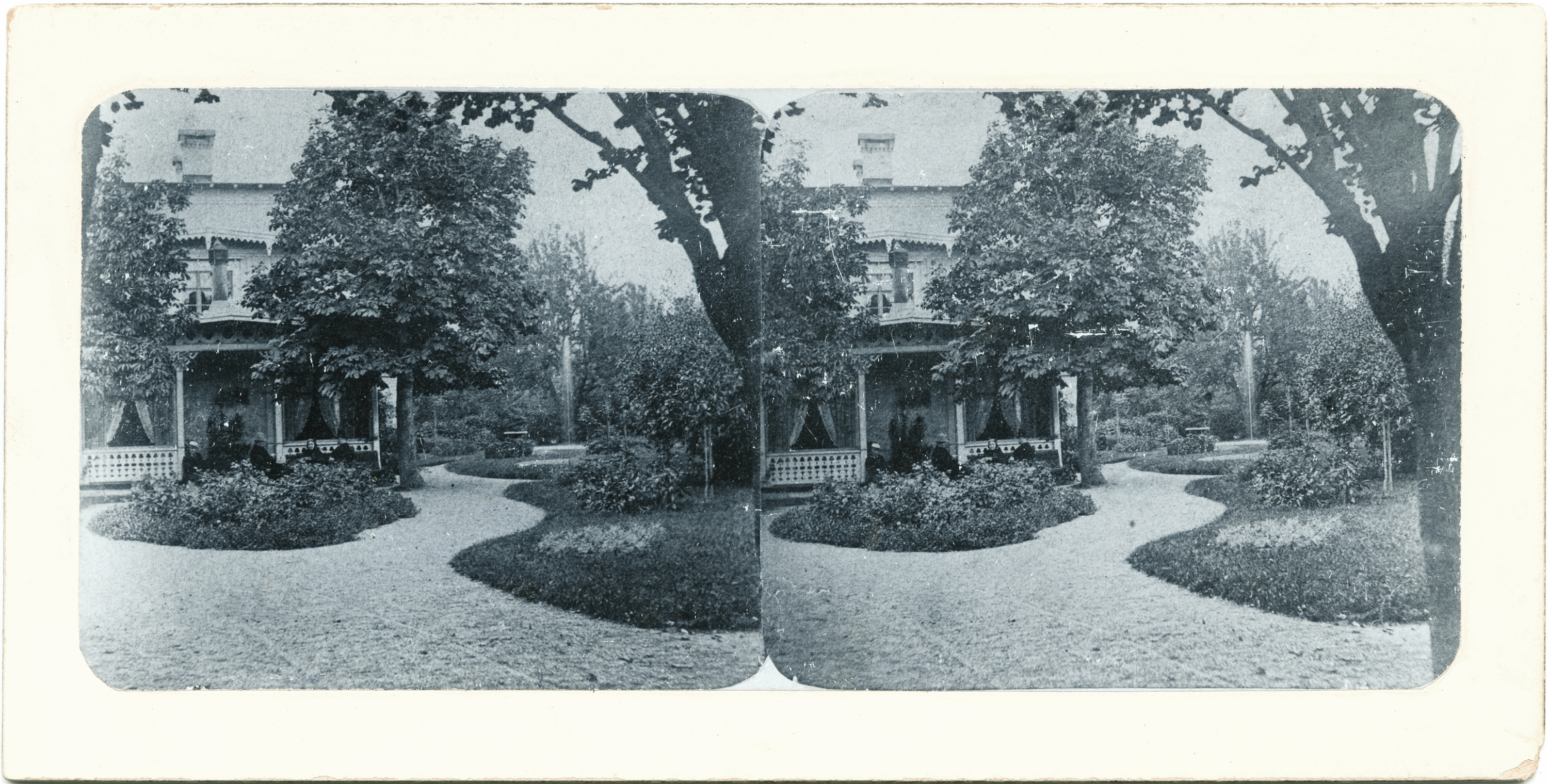
Villa Strands veranda, omkring 1862. Foto: Wilhelm Harlev

Villa Strand var ett bostadshus i Jönköping, som var disponentbostad för disponenterna i Jönköpings tändsticksfabrik under andra hälften av 1800-talet och första hälften av 1900-talet. 
Villan låg på tändsticksbolagets område, längst österut mot Trädgårdsgatan, där idag Järnvägsgatan sneddar upp mot Västra Storgatan. Den uppfördes i slutet av 1850-talet av fabriksidkaren Carl Frans Lundström, som samtidigt omedelbart väster om tändsticksfabrikens område uppförde Strands Väfveri, som brann ned 1863. En av de som bodde i Villa Strand var Bernhard Hay, som var disponent för Jönköpings tändsticksfabrik 1863–1898.
Villa Strand har sedermera rivits, men Jönköpings Tändsticksfabriks område i övrigt har bevarats.